# عمر الشيخ
عمر الشيخ (26 أكتوبر 1977 - 25 أكتوبر 2018)، هو مخرج مصري. بدأ حياته مساعد مخرج حتى شرع في إخراج أعماله ومنها مسلسلات «كاريوكا» و«بشرى سارة» و«المرافعة».

## وفاته
توفي شابا بعد صراع مع المرض عن عمر يناهز 41 عاما في يوم 25 أكتوبر 2018، وقد نعاه العديد من نجوم الفن.
وقد شيعت جنازته يوم الجمعة 26 أكتوبر بالتجمع الخامس 

## أعماله

### أعمال من إخراجه
- كاريوكا، مسلسل من تأليف فتحي الجندي
- بشرى سارة، مسلسل من تأليف وفاء الطوخي
- المرافعة، مسلسل من تأليف تامر عبد المنعم
- ليلة 30 فبراير، مسرحية من تأليفه وإخراجه
- على كرسي بعجل، مسرحية من تأيفه وإخراجه
- أرواح مشروخة، مسرحية من تأليف هشام السلاموني

### أعمال ساعد في إخراجها
- مسلسل الشارد
- فيلم أحلى الأوقات
- فيلم محامي خلع
- فيلم ثقافي